# Ottilie Kaysel
Ottilie Frieda Theodora „Otty“ Kaysel (* 9. Juni 1875 in Ludwigslust; † 10. Dezember 1956 in Hamburg) war eine deutsche Malerin und Graphikerin.

## Leben und Werk
Otty Kaysel wurde als Tochter des Rechtsanwalts, Notars, Schriftstellers sowie späteren ersten Stadtrates Otto Kaysel und seiner jüdischen Frau Ottilie geb. Josephy geboren.
Um 1890 nahm Otty Kaysel erste Malstunden. Von 1895 bis 1910 studierte sie monatsweise als Privatschülerin bei Georg Ludwig Meyn in Berlin und Paul Müller-Kaempff in Ahrenshoop und Berlin. Sie gehörte zu den „Malweibern“ der Künstlerkolonie Ahrenshoops, wo sie jährlich den Sommer verbrachte. 1910 gab sie die Malerei offiziell auf, um sich ganz der Ehe mit dem Juristen Rudolf J. Ziel und der Familiengründung zu widmen.
Otty Kaysel engagierte sich im Vorstand des Kunstvereins „Kunsthütte“ in Chemnitz, wo ihr Mann Landgerichtspräsident war, und war ebenso ein Gründungsmitglied der frauenrechtlichen Organisation „Mutterschutz“ in Leipzig. Reisen führten sie 1910 nach Gilleleje in Dänemark, in den 1920er Jahren nach Juan-les-Pins in Südfrankreich und in den 1930er Jahren nach Grasse (Frankreich). 1978 wurden Werke von Otty Kaysel in einer Ausstellung der Reihe „Norddeutsche Künstlerkolonien“ im Altonaer Museum in Hamburg gezeigt.